# 29 décembre 1970
Le mardi 29 décembre 1970 est le 363e jour de l'année 1970.

## Naissances
- Ayodele Aladefa, athlète nigérian
- César Solaun, coureur cycliste espagnol et directeur sportif
- Cristián Montecinos, joueur de football chilien
- Dallas Austin, producteur de Hip-Hop et R&B américain
- Enrico Chiesa, footballeur italien
- Fernando Costa, artiste
- Gabriel Echávarri Fernández, homme politique espagnol
- Holger Apfel, personnalité politique allemande
- Hryhoriy Misyutin, gymnaste ukrainien
- Kevin Weisman, acteur américain
- Olivier Jouvray, scénariste français de bande dessinée
- Stefan Van Riel, footballeur belge

## Décès
- Adalbert de Bavière (né le 3 juin 1886), membre de la maison de Wittelsbach
- Alexandre Delobelle (né le 27 avril 1887), syndicaliste français
- Ben Lewis (né le 6 février 1894), monteur américain
- William King Gregory (né le 19 mai 1876), zoologiste

## Événements
- Création du centre spatial de Xichang
- Création du National Institute for Occupational Safety and Health
- Occupational Safety and Health Administration (OSHA). Des organismes fédéraux indépendants contrôlent la sécurité et l’hygiène des lieux de travail.
- France : lors d’une tempête de neige, 10 000 automobilistes sont bloqués sur l’autoroute A7.